# Borolia micropis
Borolia micropis là một loài bướm đêm trong họ Noctuidae.